# Hydromys chrysogaster
Hydromys chrysogaster é uma espécie de roedor nativo da Austrália. São animais que habitam em tocas junto a rios, lagos e estuários. Alimentam-se de insectos aquáticos, peixes, crustáceos, bivalves, gastrópodes, sapos, ovos de aves e também de aves aquáticas.
Possuem em comprimento de 231-370 mm, um peso de 340-1,275 g e uma cauda espessa que mede cerca de 242–345 mm. As patas traseiras  possuem membranas, o seu pelo é à prova de água, a cabeça é achatada e com um focinho pontiagudo. Os olhos e as orelhas são de pequenas dimensões.